# موسى عرفات
موسى علي حسن عرفات القدوة الحسيني ( غ/م – 7 سبتمبر 2005) لواء فلسطيني سابق وأحد أقارب الرئيس الفلسطيني ياسر عرفات.

## نشأته
ولد لأب من غزة وأم من يافا، وهاجر إلى غزة في عام 1948 في النكبة، وتلقى تعليمه الأساسي إلى الثانوي في مدارس المدينة، وتربطه صلة قرابة بياسر عرفات. وأصل بيت القدوة من حلب، حيث نزل منها في القرن الحادي عشر محمد بن يوسف القدوة الحسيني وأخوه عرفات بن القدوة الحسيني، وقد تنقل الأول مشتغلًا بالتجارة بين غزة وحلب إلى أن استقر في مدينة غزة سنة 1068 هــ، أما الثاني فقد استقر بغزة واشتغل فيها بالتجارة، واشتهرت أسرتُه بغزة باسمه، وقد ترك الحاج عرفات وقفًا ذريًّا مؤرخًا في الأول من ذي القعدة سنة 1100 هـ. وهو متزوج وله ولد (منهل) وابنتان وعدد من الأحفاد.

## تعليمه
التحق عرفات بجامعة القاهرة في عام 1961في كلية الحقوق لكنه لم يكمل تعليمه، حيث اعتقلته السلطات المصرية عام 1965، وحصل على الماجستير في العلوم العسكرية في يوغسلافيا من أكاديمية تيتو، وشارك في العديد من الدورات العسكرية في مصر وسوريا وفيتنام والصين وروسيا ويوغسلافيا.

## نشاطه العسكري
اعتقلته قوات الأمن الأردنية في السبعينات على إثر أحداث أيلول الأسود، كما اعتُقل من قبل قوات الأمن السورية، وتعرض للتعذيب الشديد في سجونها. وهو من شخصيات فتح البارزة التي شاركت في طلائع قوات العاصفة التابعة لحركة التحرير الوطني الفلسطيني (فتح)، مع انطلاق العمل الفلسطيني المسلح مطلع عام 1965، وشارك في حرب عام 1967 على الجبهة السورية، وقاد القوات الفلسطينية في القطاع الجنوبي من الأردن خلال الأعوام 1968 و1969 و1970 كما شارك في معركة الكرامة في مارس/آذار 1968.

## مناصب عسكرية
بعد خروج القوات الفلسطينية إلى تونس عام 1982، تولى اللواء موسى عرفات منصب نائب جهاز الاستخبارات لمنظمة التحرير، ومع اتفاقية السلام الموقعة بين إسرائيل ومنظمة التحرير عاد إلى غزة وشرع في تأسيس جهاز الاستخبارات العسكرية، وحدد مركزه الرئيسي في مبنى السرايا الواقع على مفترق طرق عمر المختار مع شارع الجلاء في مدينة غزة. وفي عام 2004، عُين اللواء موسى مديرا لجهاز الأمن العام في الأراضي الفلسطينية خلفا للواء عبد الرازق المجايدة، وأدى هذا التعين إلى اعتراضات واسعة من قبل معارضي عرفات. وبعد وفاة الرئيس الفلسطيني ياسر عرفات وانتخاب محمود عباس خلفًا له، عُزل من منصبه الأمني البارز رئيسًا للاستخبارات في أبريل/ نيسان في أعقاب حملة تطهير للحرس القديم لياسر عرفات تحت ضغوط لاستئصال الفساد، غير أنه احتفظ بدور استشاري للرئيس عباس، فعُين مستشارًا للشؤون العسكرية بمنصب وزير. ويعد اللواء عرفات من أصحاب النفوذ الواسع في السلطة الفلسطينية، وكثيرًا ما حدثت خلافات بينه وبين الأجهزة الفلسطينية الأخرى.

## محاولات اغتيال
نجى من محاولة اغتيال عام يوم 24-7-2003، بواسطة صاروخ أطلق على مكتبه في مبنى السرايا وسقط في ساحة في سجن غزة المركزي أدى الي إصابات في حراس السجن والمساجين. وفي تاريخ 12-10-2004 نجا أيضًا من محاولة انفجار سيارة أثناء خروج موكبه من المركز الرئيسي في مبنى السرايا بغزة.

## اغتياله
في يوم الأربعاء 7 سبتمبر 2005 اغتيل اللواء موسى عرفات فجرًا في منزله في غزة على يد مسلحين قاموا باقتحام منزله وتفجيره بعبوبات محلية وقذائف، وتبّنت لجان المقاومة الشعبية على لسان أبو عبير المتحدث باسمها عملية الإغتيال. وقال أبو عبير "ان الوية الناصر صلاح الدين الجناح العسكري للجان تعلن مسؤوليتها الرسمية عن تصفية العميل موسى عرفات وخطف ابنه منهل". واضاف ان الجناح العسكري للجان المقاومة قام بتصفيته "تنفيذًا لشرع الله فيه". ثم أفرجوا عنه بعد عدة أيام بوساطة من حركة فتح. ومما أثار الجدل في تلك الحادثة أن بيت عرفات كان يقع بالجوار من بيت الرئيس الفلسطيني محمود عباس، ويتضح من ملابسات الحادث ان الموضوع استغرق وقتاً لا يقل عن نصف ساعة دون أي تدخل من حرس الرئيس. وفي بيان لاحق، أعلنت لجان المقاومة الشعبية ألوية الناصر صلاح الدين بقيادة الشهيد القائد جمال أبو سمهدانة عدم مسؤليتها عن الحادثة بعد أن أعلن متحدث بلسان مجموعة منشقة عن لجان المقاومة الشعبية وموالية لأحد الفصائل عن مسؤليتها، واتهمت محمد دحلان بأنه كان العقل المدبر. ورفضت حركتا حماس والجهاد الاسلامي اسلوب الاغتيال واكدتا بعدهما عن العملية مشددتين على ضرورة ان يبقى السلاح الفلسطيني موجها إلى صدر الاحتلال الإسرائيلي. وقد أجريت للواء موسى عرفات جنازة عسكرية مهيبة.